# Глория Му
Глория Му (род. 30 октября 1973, Украина) — российская писательница, наиболее известная своим дебютным романом «Вернуться по следам» (2009) и совместной работой с писателями Мартой Кетро и Борисом Акуниным. «Глория Му» — это псевдоним, настоящая личность писательницы неизвестна.

## Биография
Глория Му родилась 30 октября 1973 года на Украине. Несмотря на то, что она сохраняет инкогнито, известно, что она получила два высших образования, связанных с искусством. В 1997 году окончила Харьковское государственное художественное училище по специальности «иллюстратор», а затем продолжила обучение в Санкт-Петербургской государственной академии театрального искусства.
Глория Му успела поработать художницей, актрисой уличного театра, пиротехником и танцовщицей с огнем.
В 2008—2009 годах опубликованы несколько рассказов и повесть «Жонглёры» в сборниках-антологиях Марты Кетро.
В 2009 году в издательстве АСТ выходит дебютная книга «Вернуться по следам», собранная из материалов, публиковавшихся ранее в ЖЖ автора. Работа получила восторженные отзывы критиков за яркий язык, захватывающий сюжет и глубокий психологизм. Книга неоднократно переиздавалась.

«Написано просто и сильно. Для меня загадка, почему роман не стал бестселлером. Думаю, у неё большое литературное будущее»— Борис Акунин
В 2012 году опубликована «Детская книга для девочек», по сценарию Бориса Акунина в рамках его серии «Жанры».

«Сначала я позвал в соавторы доброго знакомого, про которого знал, что он талантливый писатель и к тому же сильно любит детей. Он написал главу, я прочитал и увидел, что выходит ерунда: как будто писал я сам. Получится ещё одна книга для мальчиков. И понял я, что книгу для девочек два немолодых дядьки писать категорически не должны. Нужна девочка. Или хотя бы тетенька. И желательно молодая. Наш мужской сфокусированный взгляд тут не годится… Так у меня появился соавтор — молодая дама со странным именем „Глория Му“. Ну, что получилось, то получилось. Я не уверен, что получилось хорошо. И Глория не уверена. Но мы оба старались. За сюжет бейте меня. За текст — тоже меня, потому что я всё это затеял. А если книга вам понравится, вся глория — Глории. Думаю, у неё большое литературное будущее (уже без моего соучастия). В общем, я нервно топчусь за кулисами и волнуюсь, как Глорию встретит публика.»— Борис Акунин
В 2020 году рассказы и повести из сборников 2009 года переизданы в виде самостоятельных электронных книг.
В 2021 году при поддержке донаторских платформ выходит электронная книга «Игра в Джарт» в новом для автора жанре фэнтези.
Также в 2021 году один из рассказов выходит в переводе на английский язык.
В 2022 в ЛитРес: Издательство Яуза опубликована «Игра в Джарт».
В феврале-марте 2023 года Галерея JART провела выставку работ художника Алекса Клепнева к книге Глории «Игра в Джарт».
В сентябре 2023 года книга автора «Игра в Джарт» номинирована на литературную премию «НОВЫЕ ГОРИЗОНТЫ». В результате, книга вошла в финал конкурса.

## Книги
- Глория Му и др. рассказы Гадина и Львиное сердце // Мартовские коты. — АСТ, 2009. — 9000 экз. — ISBN 978-5-17-053984-0.
- Глория Му. Вернуться по следам. — АСТ/Астрель, 2009. — 2000 экз. — ISBN 978-5-403-01700-8.
- Глория Му. Вернуться по следам. — АСТ/Астрель, 2010. — 3500 экз. — ISBN 978-5-17-054473-8.
- Глория Му. Вернуться по следам. — АСТ/Астрель, 2013. — 5000 экз. — ISBN 978-5-403-01699-5.
- Глория Му. Вернуться по следам. — АСТ/Астрель, 2009. — 3500 экз. — ISBN 978-5-17-054471-4.
- Глория Му. Вернуться по следам. — АСТ/Астрель. — ISBN 978-5-4215-0369-9.
- Глория Му. Вернуться по следам. — АСТ/Астрель. — 2000 экз. — ISBN 978-5-403-01700-8.
- Глория Му. Вернуться по следам. — АСТ/Астрель. — ISBN 978-5-4215-0368-2.
- Глория Му. Вернуться по следам. — АСТ/Астрель. — 3000 экз. — ISBN 978-5-271-46121-7.
- Глория Му. Вернуться по следам. — АСТ/Астрель. — 1500 экз. — ISBN 978-5-17-148553-5.

- Глория Му и др. повесть Жонглеры // Зато ты очень красивый. — АСТ, 2009. — 8000 экз. — ISBN 978-5-17-059099-5.
- Глория Му и др. повесть Жонглеры // Зато ты очень красивый. — АСТ, 2009. — 8000 экз. — ISBN 978-5-271-23720-1.
- Глория Му и др. повесть Жонглеры // Зато ты очень красивый. — АСТ, 2009. — 8000 экз. — ISBN 978-985-16-6870-6.

- Глория Му и др. рассказы Ясно, Хорошие собаки // Лисья Честность. — АСТ. — 6000 экз. — ISBN 978-5-271-26742-0.

- Глория Му (соавтор). рассказ Хорошие собаки // Солнечное настроение. — АСТ. — 4000 экз. — ISBN 978-5-17-0738151.
- Глория Му (соавтор). рассказ Хорошие собаки // Солнечное настроение. — АСТ. — ISBN 978-5-271-351020.

- Глория Му по сценарию Бориса Акунина. Детская книга для девочек. — АСТ, 2012. — 20 000 экз. — ISBN 978-5-271-43896-7.
- Глория Му по сценарию Бориса Акунина. Детская книга для девочек. — АСТ, 2014. — 10 000 экз. — ISBN 978-5-17-083801-1.
- Глория Му по сценарию Бориса Акунина. Детская книга для девочек. — АСТ, 2022. — 2000 экз. — ISBN 978-5-17-139098-3.

- Глория Му по сценарий на Борис Акунин. Ангелина спасява света (болг.). — София bg:Еднорог (издателство)., 2013. — ISBN 978-954-365-138-2.

- Глория Му. Игра в Джарт. — Литрес/Яуза, 2022. — 1500 экз. — ISBN 978-5-00155-444-8.